# حرف (شركة)
تأسست شركة حرف في عام 1997 كامتداد لمركز التراث الإسلامي الذي مارس نشاطه منذ عام 1985، وظلت أنشطة «حرف» وخدماتها تتسع وتتنوّع فاتخذت مقرًا رئيسيًا لها في الرياض وفرعاً للتطوير في القاهرة، وامتدت شبكة وكلائها وممثليها لتغطي منتجاتها وخدماتها العالم العربي والإسلامي والاتحاد الأوربي وجنوب شرق آسيا وأفريقيا وأستراليا وأمريكا.
قامت حرف بتطوير المصادر الإسلامية الكبرى على وسائل إلكترونية مثل: القرآن الكريم مع أشهر تفاسيره. وأكثر من 62000 حديث نبوي شريف بشروحها وكافة الدراسات المتعلقة بها. كما تراث الفقه الإسلامي أصبح متاحا على قاعدة بيانات إلكترونية تعدل حوالي 750000 صفحة مطبوعة بكافة الدراسات والتحليلات ذات الصلة. بالإضافة إلى العديد من التطبيقات الأخرى مثل: السيرة النبوية، والتاريخ الإسلامي، والقاموس الإسلامي، وفقه الصلاة، وفقه المواريث، وفقه المعاملات، والفتاوى الاقتصادية، والحج والعمرة، وغير ذلك.
كما قامت حرف باستخدام تقنيات المالتيميديا في كثير من برامجها، ومن أهمها البرامج الموجهة للطفل المسلم، حيث أنتجت سلسلة قصص الأنبياء التي نالت إعجاب كثير من الجهات المتخصصة ونالت الجوائز، بالإضافة إلى مجموعة قصص رشيد: رشيد في عالم القرآن، رشيد والكنز، رشيد والساعة، رشيد والمكتبة، وغير ذلك.
وقد دخلت حرف مجال التعليم الإلكتروني عن بعد بقوة عندما تراءى لها تنامي الاهتمام به عالميا، وأنه سيصبح رافدا أساسيا من روافد التعليم في المستقبل، فأرادت أن توفر تقنيات التعليم الإلكتروني للمؤسسات التدريبية والتعليمية العربية، لتكون مواكبة للتطورات العالمية في هذا المجال، وذلك من خلال نظام تدراس للتعليم الالكتروني وما أنتج من خلاله من برمجيات مثل: فصول وسين وخبير.
ومن منطلق حرصها الدائب على مد خدماتها لتشمل المستخدمين غير العرب، فقد ترجمت كثير من برامج حرف وتطبيقاتها للغات الإنجليزية والفرنسية والألمانية والتركية والإندونيسية والماليزية بالإضافة إلى لغات أخرى ما زالت قيد التوسع كالإسبانية والأوردية والهوسا.
وتقوم حرف بتطوير برامجها لمختلف البيئات الحاسوبية، مما يجعلها متوافقة مع كافة وسائل النشر. كما تنشر العديد من منتجاتها على الإنترنت بلغات عديدة، وبإمكانات بحث فائقة، والذي يتيح لزائري الإنترنت الاستخدام المجاني لكثير من برامج الشركة، كما أنه يعطي معلومات عن منتجات وتقنيات الشركة واتجاهاتها المستقبلية.

## شهادات
توجت حرف جهودها والتزامها بأعلى معايير الجودة وكفاءة المنتج بحصولها على:
•	شهادة المطابقة لمواصفات الجودة العالمية ISO 9001 عام 2000 م.
•	المستوى الثالث من نموذج قدرات الاستحقاق الدولي CMMI الذي يعد من أرقى النماذج العالمية في مجال صناعة وتطوير البرمجيات.